# Wilkes 160 1959
Wilkes 160 1959 var ett stockcarlopp ingående i Nascar Grand National Series (nuvarande Nascar Cup Series) som kördes 18 oktober 1959 på den 0,625 mile (1005,84 meter) långa ovalbanan North Wilkesboro Speedway i North Wilkesboro, North Carolina. Totalt avverkades 100 miles (160,934 km) fördelat på 160 varv. Banunderlaget var asfalt. Loppet vanns av Lee Petty i en Plymouth på tiden 1:20.11 körande för Petty Enterprises. Petty tog ledningen redan på det första varvet av loppet och höll den sedan ända in i mål. Pettys snitthastighet var 74,829 mph. Prispotten uppgick till 3 985 dollar, varav 900 dollar gick till segraren.

## Resultat
| Plc     | Nr | Förare          | Team/ bilägare       | Konstruktör | Start | Varv | Ledda varv |
| ------- | -- | --------------- | -------------------- | ----------- | ----- | ---- | ---------- |
| 1       | 42 | Lee Petty       | Petty Enterprises    | Plymouth    | 2     | 160  | 160        |
| 2       | 4  | Rex White       | Rex White            | Chevrolet   | 6     | 160  | 0          |
| 3       | 43 | Richard Petty   | Petty Enterprises    | Plymouth    | 5     | 160  | 0          |
| 4       | 59 | Tom Pistone     | Carl Rupert          | Ford        | 8     | 159  | 0          |
| 5       | 11 | Junior Johnson  | Paul Spaulding       | Dodge       | 18    | 159  | 0          |
| 6       | 76 | Larry Frank     | Larry Frank          | Chevrolet   | 3     | 159  | 0          |
| 7       | 16 | Glen Wood       | Wood Brothers Racing | Ford        | 1     | 158  | 0          |
| 8       | 87 | Buck Baker      | Lynton Tyson         | Chevrolet   | 11    | 154  | 0          |
| 9       | 64 | Shep Langdon    | Shep Langdon         | Ford        | 15    | 154  | 0          |
| 10      | 31 | Brownie King    | Jess Potter          | Chevrolet   | 16    | 154  | 0          |
| 11      | 47 | Jack Smith      | Jack Smith           | Chevrolet   | 7     | 154  | 0          |
| 12      | 94 | Bill Taylor     | i.u.                 | Ford        | 20    | 153  | 0          |
| 13      | 56 | Bill Morton     | Bill Morton          | Ford        | 19    | 152  | 0          |
| 14      | 19 | Herman Beam     | Herman Beam          | Chevrolet   | 21    | 147  | 0          |
| 15      | 15 | Speedy Thompson | Beau Morgan          | Ford        | 13    | 147  | 0          |
| 16      | 34 | G.C. Spencer    | G.C. Spencer         | Chevrolet   | 25    | 147  | 0          |
| 17      | 26 | Dick Blackwell  | i.u.                 | Ford        | 17    | 144  | 0          |
| 18      | 27 | E.J. Trivette   | E.J. Trivette        | Plymouth    | 23    | 136  | 0          |
| 19      | 96 | Bobby Keck      | Bobby Keck           | Chevrolet   | 26    | 136  | 0          |
| 20      | 32 | Layman Utsman   | Jess Potter          | Chevrolet   | 22    | 111  | 0          |
| 21      | 33 | Bill Scott      | Jess Potter          | Chevrolet   | 24    | 97   | 0          |
| 22      | 9  | Roy Tyner       | Roy Tyner            | Chevrolet   | 9     | 80   | 0          |
| 23      | 36 | Tommy Irwin     | Tommy Irwin          | Ford        | 4     | 77   | 0          |
| 24      | 46 | Barney Shore    | Barney Shore         | Chevrolet   | 12    | 62   | 0          |
| 25      | 38 | Ned Jarrett     | Ned Jarrett          | Ford        | 10    | 55   | 0          |
| 26      | 78 | Jimmie Lewallen | i.u.                 | Ford        | 14    | 9    | 0          |
| Källor: |    |                 |                      |             |       |      |            |